# Вителсхофен
Вителсхофен (њем. Wittelshofen) општина је у њемачкој савезној држави Баварска. Једно је од 58 општинских средишта округа Ансбах. Према процјени из 2010. у општини је живјело 1.285 становника. Посједује регионалну шифру (AGS) 9571227.

## Географски и демографски подаци
Вителсхофен се налази у савезној држави Баварска у округу Ансбах. Општина се налази на надморској висини од 434 метра. Површина општине износи 24,2 km². У самом мјесту је, према процјени из 2010. године, живјело 1.285 становника. Просјечна густина становништва износи 53 становника/km².